# Vidni sustav
Vidni se sustav sastoji od:
- očne jabučice
- vidnog živca
- centra za vid u mozgu

## Oko

### Očna jabučica
Oči su parni organ vida i naše najvažnije osjetilo. Sastoje se od glavnih i sporednih dijelova. Glavni su očna jabučica (na slici) i vidni živac (14), a sporedni očne vjeđe, suzne žlijezde, lojne žlijezde, kanali, očni mišići, obrve i trepavice. Oko obavija ovojnica zvana bjeloočnica (1), koja na prednjem dijelu postaje prozirna i naziva se rožnica (5). Ispod rožnice nalazi se očna vodica (8), koju dijelom od zjenice (7) odjeljuje šarenica (6). Zjenica (7) je otvor kroz koji ulazi svjetlo, a nalazi se na leći (11), koja ima svoj mišić (9,15), koji ju steže. Ispod bjeloočnice nalazi se žilnica (2), čiji je šarenica dio. Najdoljnja ovojnica naziva se mrežnica (oko) (13), koja na sebi ima žutu pjegu, gdje najbolje vidimo jer ima najviše vidnih stanica, a slijepa pjega je mjesto gdje uopće ne vidimo jer nema vidnih stanica (tu iz jabučice izlazi vidni živac). U unutrašnjosti jabučice nalazi se staklovina (12), želatinasta tvar koja provodi svjetlosne podražaje.

### Vidni živac
Vidni živac je živac koji izlazi iz stražnje strane očne jabučice i provodi svjetlosne podražaje u centar za vid, koji se nalazi u zatiljnom dijelu mozga.

## Centar za vid u mozgu
Vidni živac dovodi svjetlosne podražaje u centar za vid u zatiljnom dijelu mozga. Slika koja tamo dolazi je tzv. "obrnuta" i "stvarna". U centru za vid mozak automatski okreće sliku, pa normalno vidimo. Ako primimo jak udarac u zatiljni dio glave, nećemo moći jedan period normalno gledati.